# Huon Gulf jezici
Huon Gulf jezici, jedna od nekoliko glavnih skupina sjevernonovogvinejskih jezika s Papue Nove Gvineje, šire zapadnooceanijske skupine. Obuhvaća (30) jezika, odnosno (32) s dva novopriznata jezika, to su: 
a. markham jezici (13): adzera, aribwatsa, aribwaung, duwet, labu, mari, musom, nafi, wampar, wampur, watut (3 jezika, središnji, sjeverni i južni); novopriznati sarasira [zsa] i sukurum  [zsu]
b. sjever (3): bugawac, kela, yabem;
c. Numbami (1): numbami;
d. jug (13): buang (2 jezika, mangga i mapos), dambi, gorakor, hote, iwal, kapin, kumalu, patep, piu, vehes, yamap, zenag

## Vanjske poveznice
- Ethnologue (14th)